# Jim Leighton
Pour les articles homonymes, voir Leighton.
Jim Leighton, né le 24 juillet 1958 à Johnstone en Écosse, est un footballeur international écossais. Il fait partie du Scottish Football Hall of Fame, depuis 2008, lors de la cinquième session d'intronisation. Il fait aussi partie du Tableau d'honneur de l'équipe d'Écosse de football, où figurent les internationaux ayant reçu plus de 50 sélections pour l'Écosse, étant inclus en mai 1989.
Il totalise quatre-vingt-onze - nonante-et-une sélections en équipe d'Écosse entre 1982 et 1998, ce qui en fait le gardien écossais le plus capé et le deuxième, tout poste confondu, derrière Kenny Dalglish. Il dispute quatre coupes du mondes (1982, 1986, 1990 et 1998), dont les trois dernières en tant que titulaire, et la dernière en tant que joueur le plus âgé de la compétition en 1998.

## Biographie

### En club
Leighton connaît trois principaux clubs au cours de sa carrière : Aberdeen, Manchester United et Hibernian.
À Aberdeen, sous la direction d'Alex Ferguson, il remporte deux titres de champion d'Écosse en 1984 et 1985, et surtout une coupe des vainqueurs de coupes en 1983, contre le Real Madrid.
À Manchester United, qu'il rejoint en 1988, il réussit moins bien puisque dès la deuxième saison, il perd sa place de titulaire au profit de Les Sealey.
Il joue sept saisons à Hibernian, avant de revenir à Aberdeen en 1997 pour y finir sa carrière. Il se retire en 2000, à presque quarante-deux ans, après une finale de coupe d'Écosse perdue avec Aberdeen 4-0 face aux Glasgow Rangers.

### En sélection
Gardien emblématique de l'équipe d'Écosse, il totalise 91 sélections.
Il joue son premier match en équipe nationale le 13 octobre 1982, contre l'Allemagne de l'Est (victoire 2-0 à Glasgow).
A quatre reprises, il est capitaine de la sélection écossaise (une fois en 1989 et trois fois en 1995). 
Il dispute une dernière Coupe du monde avec l'Écosse en 1998 en tant que gardien titulaire. Il quitte la sélection la même année après un match qualificatif pour l'Euro 2000 contre l'Estonie le 10 octobre 1998.

### Après-carrière
Leighton est aujourd'hui entraîneur des gardiens à Aberdeen.

## Palmarès

### En club
- Vainqueur de la Coupe d'Europe des Vainqueurs de Coupe en 1983 avec Aberdeen FC
- Vainqueur de la Supercoupe d'Europe en 1983 avec Aberdeen FC
- Champion d'Écosse en 1980, 1984 et en 1985 avec Aberdeen FC
- Vainqueur de la Coupe d'Écosse en 1982, 1983, 1984 et 1986 avec Aberdeen FC
- Vainqueur de la Coupe d'Angleterre en 1990 avec Manchester United
- Vainqueur de la Coupe de la Ligue écossaise en 1986 avec Aberdeen FC

### EnÉquipe d'Écosse
- 91 sélections entre 1982 et 1998
- Participation à la Coupe du Monde en 1982 (Premier Tour), en 1986 (Premier Tour), en 1990 (Premier Tour) et en 1998 (Premier Tour)
- Participation au Championnat d'Europe des Nations en 1996 (Premier Tour)